# NGC 2714
NGC 2714 je galaksija u zviježđu Kobilici.

## Vanjske poveznice
- SEDS: NGC 2714